# ویلیام مدیسون
ویلیام مدیسون (انگلیسی: William Maddison; زاده ۱۸۸۲ - درگذشته ۱۹۲۴) قایقران قایق بادبانی اهل بریتانیا بود.